# 東有田町
東有田町（ひがしありたまち）は、佐賀県西松浦郡にあった町。現在の西松浦郡有田町の一部にあたる。

## 地理
有田川の上流に位置していた。多くは山地で、有田川流域に平地が存在する。

## 歴史
- 江戸時代、佐賀本藩領で松浦郡有田郷に属した[2]。
- 1889年（明治22年）4月1日、町村制の施行により、西松浦郡新村が単独で村制施行し、新村（しんむら）が発足[3][2]。大字は編成せず[2]。
- 1895年（明治28年）11月13日、新村が有田村（ありたむら）に改称[4][5]。
- 1947年（昭和22年）1月1日、有田村が町制施行し、改称して東有田町が発足[1][6]。
- 1954年（昭和29年）4月1日、西松浦郡有田町と合併し有田町が存続し廃止された[1][6]。合併後、有田町大字中部となる[6]。

## 地区
江戸期の村名により次の地区があった。
- 外尾・外尾宿・外尾山・黒牟田・応法・桑古場・戸矢・古木場・境野・大野・上野・戸杓

## 産業
- 農業、工業、商業[5]
- 鉄道開通後、伊万里の陶磁器問屋・仲買人の多くが有田町に移り、陶磁器は有田駅から全国に搬出されるようになった[5]。

## 交通

### 鉄道
- 1897年（明治30年）九州鉄道長崎線、有田駅開設[5]。1898年（明治31年）伊万里 - 有田間の伊万里鉄道線が開通[5]。